# Seigneurie de Rama
La seigneurie de Rama ou seigneurie de Ramla est un arrière-fief du royaume de Jérusalem. Elle s'étendait autour de la ville de Ramla, en Israël, entre Jérusalem et Jaffa.
Il y a des seigneurs dès 1106. Dépendant initialement du domaine royal, la seigneurie est rattachée au comté de Jaffa en 1126. En 1148, le fief passe à la famille Ibelin. La seigneurie est conquise par Saladin en 1187. Les Croisés la réoccupèrent de 1229 à 1260.

## Liste des seigneurs
- 1106-1138 : Baudouin de Rama († 1138)

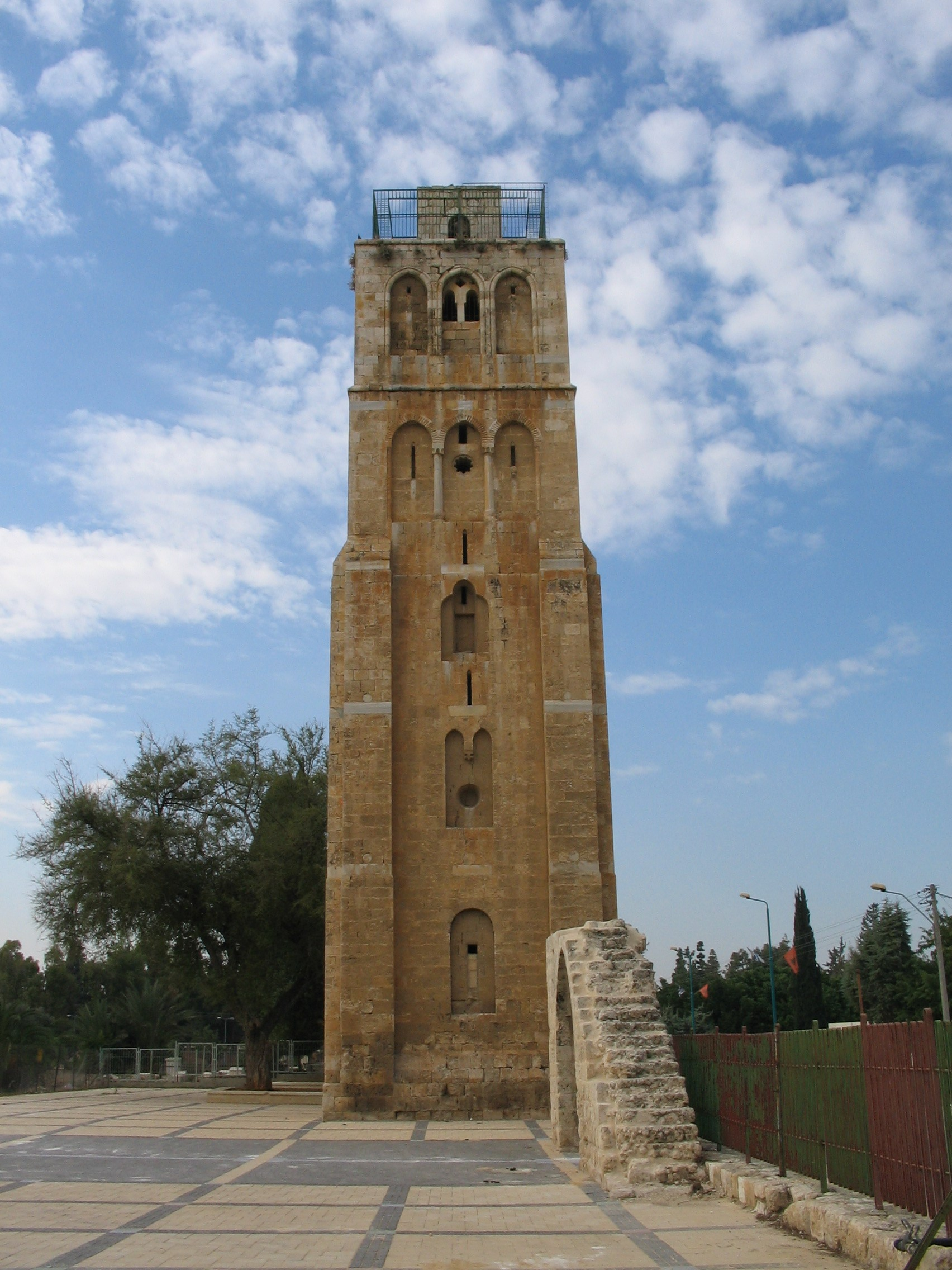
La Tour blanche, vestige de l'église romane transformée en mosquée blanche de Ramla, XIIIe siècle.

- La Tour blanche, vestige de l'église romane transformée en mosquée blanche de Ramla, XIIIe siècle.1138-1147 : Rénier de Rama, fils du précédent
- 1148-1151 : Balian d'Ibelin († 1151), marié à Helvis de Rama, sœur du précédent
- 1151-1170 : Hugues d'Ibelin († 1170), fils des précédents
- 1170-1186 : Baudouin d'Ibelin († 1187), frère du précédent
- 1186-1187 : Thomas d'Ibelin (+ 1188), fils du précédent
  - 1187-1229 : occupée par les Musulmans
  - 1229-1244 : domaine royal (royaume de Jérusalem)
- 1244-1260 : Jean d'Ibelin (+ 1266)